# Campionati europei juniores di scherma 2018
I Campionati europei juniores di scherma 2018 (2018 European Juniors Fencing Championships) sono stati la 23ª edizione della manifestazione continentale organizzata dalla Confederazione europea di scherma. Si sono svolti dal 6 all'11 marzo 2018 a Soči, in Russia.
Nel fioretto, si sono aggiudicati i titoli di campione europeo il russo Kirill Borodačëv, che ha battuto in finale l'italiano Davide Filippi, e l'italiana Martina Favaretto che ha avuto la meglio sulla tedesca Leonie Ebert.
Nella spada l'italiano Davide Di Veroli ha battuto in finale il magiaro Dávid Nagy, mentre tra le donne l'italiana Federica Isola ha superato la rumena Alexandra Predescu.
Nella sciabola il francese Maxime Pianfetti ha prevalso sul connazionale Sébastien Patrice, mentre la russa Alina Michailova ha battuto la magiara Liza Pusztai.
Nei campionati europei juniores a squadre maschili, la nazionale russa ha prevalso nella finale del fioretto contro la Polonia, mentre la nazionale magiara ha vinto nella spada contro la formazione italiana, ed infine la nazionale francese ha avuto la meglio sulla compagine russa nella sciabola.
Nei campionati europei juniores a squadre femminili, la nazionale tedesca ha prevalso nella finale del fioretto contro l'Italia, la nazionale italiana ha vinto nella spada contro la compagine russa, ed infine la formazione russa ha avuto la meglio sulla nazionale italiana nella sciabola.

## Podi

### Uomini
| Specialità  | Oro                                                                           | Argento                                                                         | Bronzo                                                                              |
| Individuali |                                                                               |                                                                                 |                                                                                     |
| Fioretto    | Kirill Borodačëv                                                              | Davide Filippi                                                                  | Wallerand Roger Daniel Giacon                                                       |
| Spada       | Davide Di Veroli                                                              | Dávid Nagy                                                                      | Alexander Biro Arthur Philippe                                                      |
| Sciabola    | Maxime Pianfetti                                                              | Sébastien Patrice                                                               | Konstantin Lochanov Alberto Arpino                                                  |
| A squadre   |                                                                               |                                                                                 |                                                                                     |
| Fioretto    | Russia Kirill Borodačëv Anton Borodačëv Vladislav Myl'nikov Grigorij Semenjuk | Polonia Maciej Bem Piotr Borowiec Mikołaj Rudnicki Adrian Wojtkowiak            | Italia Davide Filippi Tommaso Marini Matteo Claudio Resegotti Pietro Velluti Franzi |
| Spada       | Ungheria Dávid Nagy Máté Koch Gergely Debnár Tibor Andrásfi                   | Italia Giacomo Paolini Davide Di Veroli Valerio Cuomo Gianpaolo Buzzacchino     | Francia Arthur Philippe Lilian Nguefack Luidgi Midelton Simon Contrepois            |
| Sciabola    | Francia Hugo Soler Maxime Pianfetti Sébastien Patrice Eliott Bibi             | Russia Mark Stepanov Vladislav Pozdnjakov Konstantin Lochanov Anatolij Kostenko | Germania Frederic Kindler Louis Haag Raoul Bonah Sebastian Blatz Dinca              |

### Donne
| Specialità  | Oro                                                                         | Argento                                                                           | Bronzo                                                               |
| Individuali |                                                                             |                                                                                   |                                                                      |
| Fioretto    | Martina Favaretto                                                           | Leonie Ebert                                                                      | Marta Mart'janova Viktorija Jusova                                   |
| Spada       | Federica Isola                                                              | Alexandra Predescu                                                                | Elvira Martensson Aliya Bayram                                       |
| Sciabola    | Alina Michajlova                                                            | Liza Pusztai                                                                      | Lisa Gette Aylin Cakir                                               |
| A squadre   |                                                                             |                                                                                   |                                                                      |
| Fioretto    | Germania Leonie Ebert Zsofia Posgay Karoline Schmitz Sophia Werner          | Italia Martina Favaretto Marta Ricci Serena Rossini Elena Tangherlini             | Ungheria Nóra Hajas Csilla Kókai Kata Kondricz Flóra Pásztor         |
| Spada       | Italia Federica Isola Eleonora De Marchi Beatrice Cagnin Alessandra Bozza   | Russia Kristina Jasinskaja Ekaterina Tarasova Anastasija Soldatova Marina Kesaeva | Francia Camille Nabeth Lola Lucani Lydiane Hersant Aliya Bayram      |
| Sciabola    | Russia Valerija Kobzeva Alina Michajlova Ol'ga Nikitina Evgenija Podpaskova | Italia Giulia Arpino Beatrice Dalla Vecchia Lucia Lucarini Claudia Rotili         | Ungheria Mirabella Kelecsény Bianka Kern Valentina Nagy Liza Pusztai |

## Medagliere
| Posiz. | Nazione     | Oro | Argento | Bronzo | Totale |
| ------ | ----------- | --- | ------- | ------ | ------ |
| 1      | Italia      | 4   | 5       | 1      | 10     |
| 2      | Russia      | 4   | 2       | 3      | 9      |
| 3      | Francia     | 2   | 1       | 5      | 8      |
| 4      | Ungheria    | 1   | 2       | 2      | 5      |
| 5      | Germania    | 1   | 1       | 2      | 4      |
| 6      | Romania     | 0   | 1       | 0      | 1      |
| 7      | Austria     | 0   | 1       | 0      | 1      |
| 7      | Polonia     | 0   | 1       | 0      | 1      |
| 7      | Paesi Bassi | 0   | 1       | 0      | 1      |
| 7      | Svezia      | 0   | 1       | 0      | 1      |
| 7      | Turchia     | 0   | 1       | 0      | 1      |
| Totale | Totale      | 12  | 12      | 18     | 42     |